# Interoppia rostroreticulata
Interoppia rostroreticulata är en kvalsterart som beskrevs av Ohkubo, Aoki och Hu 1993. Interoppia rostroreticulata ingår i släktet Interoppia och familjen Granuloppiidae. Inga underarter finns listade i Catalogue of Life.